# Canal de Santa María
El canal de Santa María es una obra de ingeniería civil que consta de dos partes, inauguradas en 1962 y 1963 respectivamente. La primera parte del canal discurre 4,5 kilómetros íntegramente en la provincia de León, permitiendo el riego de 945 hectáreas con agua dulce proveniente del embalse de Barrios de Luna. La segunda parte discurre 6,5 kilómetros íntegramente en la provincia de León, permitiendo el riego de 4.800 hectáreas con agua dulce proveniente del embalse de Barrios de Luna. El uso principal del agua es la agricultura.

## Datos técnicos[1]
- Longitud: 4,5 y 6,5 kilómetros

- Superficie dominada: 965 y 4.800 hectáreas

- Superficie regada: 965 y 4.800 hectáreas

- Caudal máximo en origen: 8,44 y 4,6 m³/s